# همه آمریکایی هستند
همه آمریکایی هستند (به انگلیسی: Everybody's All-American) فیلمی محصول سال ۱۹۸۸ و به کارگردانی تیلور هاکفورد است. در این فیلم بازیگرانی همچون جسیکا لنگ، دنیس کواید، تیموتی هاتن، جان گودمن، کارل لامبلی، ری بیکر، پاتریشا کلارکسون و وین نایت ایفای نقش کرده‌اند.